# Viking (groupe)
Pour les articles homonymes, voir Viking (homonymie).
Viking est un groupe américain de thrash metal, originaire de Los Angeles, en Californie. Il est formé en 1986 sous le nom de Tracer, rebaptisé Viking la même année, séparé en 1990 et reformé en 2011.

## Histoire
Le groupe est formé au printemps 1985 par Ron Daniel (nom de scène : Ron Eriksen), qui avait déjà joué dans quelques groupes de punk rock. Mais cette musique lui paraissait trop lente, si bien qu'il a fondé avec le batteur Matt Jordan et le bassiste James Lareau le groupe Tracer, qui sera plus tard rebaptisé Viking. Daniel prend le rôle de chanteur et de guitariste. Peu de temps après, le guitariste Brett Sarachek (de son nom de scène Brett Eriksen) rejoint le groupe à la suite d'une annonce. Ensemble, ils enregistrent quelques morceaux de Slayer. En 1986, le groupe se rebaptise Viking.
Ensemble, ils écrivent les premières chansons, en partie à partir de matériel des groupes précédents des membres du groupe. Les premiers petits concerts suivent également. Après leur deuxième concert, le groupe signe un contrat avec Metal Blade Records pour les six albums suivants. Le groupe joue également en première partie de Megadeth, Forbidden et Sacred Reich. Ils donnent également leurs premiers grands concerts. Le groupe sort deux albums, Do or Die et Man of Straw, en 1988 et 1989. Malgré un contrat de six albums avec Metal Blade et une tournée à venir avec Helstar à travers les États-Unis, Ron Daniel, converti à la foi chrétienne, quitte le groupe. Il quitte le groupe en 1990, accompagné de Matt Jordan, qui s'est également converti à la foi chrétienne. Le groupe se sépare la même année.
Brett Sarachek remplace le guitariste Jim Durkin (Dark Angel) lors d'une tournée mondiale et rejoint le groupe pendant quelques années. En 2011, Ron Daniel et Matt Jordan reforment le groupe. Le manager Glenn Rogers, membre fondateur de Deliverance et membre de longue date d'Hirax, rejoint le groupe en tant que guitariste. En 2015, ils sortent leur album No Child Left Behind qui attire l'intérêt de la presse spécialisée,.

## Style musical
Les textes du groupe parlent de guerriers, de guerre sans fin et de mort. Le groupe joue du thrash metal, décrit comme très intense. Si le groupe jouait un thrash metal simple et primitif sur son premier album, tout a complètement changé et les morceaux du deuxième album sont beaucoup plus complexes.

## Discographie
- 1986 : Do or Die (démo)
- 1988 : Do or Die (album, Metal Blade Records)
- 1989 : Man of Straw (album, Metal Blade Records)
- 2015 : No Child Left Behind (album)